# Oreogrammitis graniticola
Oreogrammitis graniticola är en stensöteväxtart som beskrevs av Barbara S. Parris. Oreogrammitis graniticola ingår i släktet Oreogrammitis och familjen Polypodiaceae. Inga underarter finns listade.